# Zidovudină
Zidovudina (ZDV), cunoscută și sub numele de azidotimidină (AZT), este un medicament antiretroviral utilizat pentru prevenirea și tratarea HIV/SIDA. În general, este recomandată pentru utilizarea împreună cu alte medicamente antiretrovirale. Acest medicament poate fi utilizat pentru a preveni transmiterea de la mamă la copil în timpul nașterii sau după leziuni provocate de înțepături cu ace sau alte metode de expunere potențială. Este vândut atât de sine stătător, cât și împreună sub formă de lamivudină/zidovudină și abacavir/lamivudină/zidovudină. Poate fi administrat oral sau prin injectare venoasă lentă.
Printre efectele secundare frecvente se numără dureri de cap, febră și greață. Reacții adverse grave includ probleme hepatice, leziuni musculare și niveluri crescute de lactat în sânge. Medicamentul este frecvent utilizat în timpul sarcinii și pare a fi sigur pentru copil. ZDV face parta din clasa inhibitorilor de revers-transcriptază analogi nucleozidici (INRT). Acționează prin inhibarea enzimei revers-transcriptază folosită de HIV pentru a produce ADN și, prin urmare, reduce viteza de replicare a virusului.
Zidovudina a fost descrisă pentru prima dată în 1964. A fost aprobat în Statele Unite ale Americii în 1987 și a fost primul tratament pentru HIV. Se află pe lista medicamentelor esențiale ale Organizației Mondiale a Sănătății, cele mai sigure și cele mai eficiente medicamente necesare într-un sistem de sănătate. Este disponibil sub formă de medicament generic. Costul en gros în lumea în curs de dezvoltare variază între $5,10 și $25,60 pe lună. În 2015, costul pentru un tratament lunar tipic în Statele Unite era de peste 200 de dolari.

## Utilizări medicale

### Tratamentul HIV
AZT este de obicei administrat de două ori pe zi în combinație cu alte terapii antiretrovirale. Această abordare este denumită Terapie Antiretrovirală Înalt Activă  și este folosită pentru a preveni riscul de rezistență la tratament a HIV.

### Prevenirea HIV
AZT a fost folosit pentru profilaxia post-expunere (PEP) în combinație cu un alt medicament antiretroviral numit lamivudină. Acestea acționează împreună pentru a reduce substanțial riscul de infectare cu HIV după prima expunere la virus. Recent, AZT a fost înlocuit cu alte medicamente antiretrovirale, precum tenofovir, pentru PEP.
AZT este acum o componentă principală a procedurilor clinice atât pentru profilaxia pre-expunere, cât și pentru tratamentul post-expunere a transmisiei de la mama la copil a HIV în timpul sarcinii, travaliului și nașterii și s-a demonstrat că este necesar pentru dezvoltarea copiilor neinfectați în perioadele perinatale și neonatale. Fără AZT, până la 10-15% din fetușii cu mame infectate cu HIV vor fi infectați. S-a demonstrat că AZT reduce acest risc la sub 8% atunci când este administrat în trei episoade post-conceptie, naștere, și șase săptămâni după naștere. Măsuri de precauție consecventă și proactivă, precum utilizarea riguroasă de medicamente antiretrovirale, cezariană, măști de față, mănuși de cauciuc, scutece de unică folsință separate clinic și evitarea contactului oral, vor reduce și mai mult rata de transmitere a HIV la mai puțin de 1-2%.
În perioada 1994-1999, AZT a fost principala formă de prevenire a transmisiei HIV de la mamă la copil. Profilaxia AZT a prevenit peste 1000 de decese parentale și infantile de SIDA în Statele Unite ale Americii. În SUA, la acel moment, standardul acceptat de îngrijire pentru mame HIV-pozitive era cunoscut ca regimul 076 și presupunea cinci doze zilnice de AZT începând cu al doilea trimestru, precum și AZT administrat intravenos în timpul travaliului. Acest tratament era de lungă durată și costisitor, ceea ce l-a făcut imposibil de aplicat înSudul Global, unde transmiterea de la mama la copil era o problemă semnificativă. La sfârșitul anilor 1990 au fost inițiate o serie de studii pentru a testa eficacitatea unui regim mai scurt și mai simplu de utilizare în țări cu puține resurse. Acest regim scurtat de AZT era inferior standardului de îngrijire din SUA și ar fi fost considerat malpraxis dacă ar fi fost judecat în SUA. Cu toate acestea, a fost un tratament care a îmbunătățit îngrijirea și supraviețuirea pacienților săraci.

## Efecte secundare
Cele mai frecvente efecte secundare sunt greață, vărsături, reflux acid (arsuri în stomac), dureri de cap, reducerea cosmetică a grăsimii abdominale, somn neprofund și pierderea poftei de mâncare. Reacții adverse mai puțin frecvente sunt decolorarea unghiilor la mâni și la picioare, modificarea stării de spirit, senzația de furnicături sau amorțeală la nivelul mâinilor sau picioarelor și modificări de culoare a pielii. Reacțiile alergice sunt rare.
Terapia pe termen lung cu doze mari de AZT a fost inițial asociată cu efecte secundare care uneori limitau tratamentul, printre care anemie, neutropenie, hepatotoxicitate, cardiomiopatie și miopatie. Toate aceste afecțiuni sunt în general reversibile după reducerea dozelor de AZT. Mai multe cauze au fost identificate ca posibilități pentru aceste afecțiuni, precum epuizarea temporară a ADN-ului mitocondrial, sensibilitatea γ-ADN polimerazei din mitocondrii, epuizarea  trifosfatului de timidină, stresul oxidativ, reducerea L-carnitinei intracelulare sau apoptoza celulelor musculare. Anemia cauzată de AZT a fost tratată cu succes folosind eritropoetină pentru a stimula producția de celule roșii. Medicamentele care inhibă glucuronidarea hepatică, precum indometacin, nordazepam, acid acetilsalicilic (aspirină) și trimetoprim, scad rata de eliminare și cresc efectul terapeutic al medicamentului. Astăzi, efectele secundare sunt mult mai puțin frecvente, fapt datorat utilizării dozelor mai mici de AZT. Potrivit IARC, nu există suficiente dovezi ale carcinogenității zidovudinei în experimentele pe animale. Este considerat un posibil carcinogen pentru om (Grupa 2B).

### Rezistență virală
Chiar și la cele mai mari doze care pot fi tolerate de pacienți, AZT nu este suficient de puternic pentru a preveni complet replicarea HIV și poate doar încetini replicarea virusului și progresia bolii. Tratamentul prelungit cu AZT poate duce la dezvoltarea rezistenței HIV la AZT prin mutația reverstranscriptazei. Pentru a încetini dezvoltarea rezistenței, medicii recomandă în general ca AZT să fie administrat în asociere cu un alt inhibitor al revers transcriptazei și un antiretroviral dintr-un alt grup, precum un inhibitor de protează, inhibitor de reverstranscriptasză non-nucleozidic sau inhibitor de integrază. Acest tip de terapie este cunoscută drept terapie antiretrovirală înalt activă.

## Mecanism de acțiune

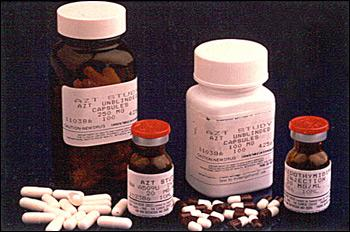
AZT în forme de administrare orală, injectabilă și supozitor

AZT este un analog al timidinei, care acționează prin inhibarea selectivă a revers transcriptazei HIV, o enzimă folosită de virus pentru a face o copie ADN din ARN-ul propriu. Transcripția inversă este necesară pentru producerea ADN-ului dublu-catenar al HIV, care este ulterior integrat în materialul genetic al celulei infectate (când este numit provirus).
Enzimele celulare convertesc AZT în forma activă 5'-trifosfat. Studiile au arătat că oprirea formării lanțurilor de ADN ale HIV este factorul specific cu efect inhibitor.
La doze foarte mari, trifosfatul de AZT poate inhiba ADN polimeraza utilizată de către celulele umane în procesul de diviziune celulară, dar, indiferent de doză, AZT are o afinitate de aproximativ 100 de ori mai mare pentru reverstranscriptaza HIV. S-a sugerat că selectivitatea este cauzată de capacitatea celulei de a repara rapid propriul lanț ADN dacă formarea este perturbată de AZT, întrucât virusul HIV nu are aceeași capacitate. Astfel, AZT inhibă replicarea HIV fără a afecta funcția celulelor neinfectate. La suficient de doze mari, AZT începe să inhibe ADN polimeraza celulară folosită de mitocondrii pentru replicare, ceea ce este un efect potențial toxic, dar reversibil, asupra mușchilor cardiaci și scheletici, provocând miozită.

## Chimie

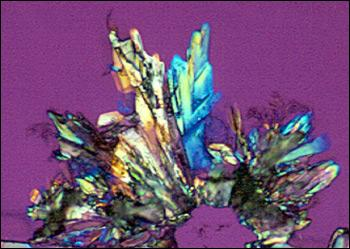
Un cristal de sare de AZT, observat în lumină polarizată

AZT se cristalizează într-o structură cristalină asimetrică nucleată monoclinică, formând o rețea de dimeri legată de hidrogen-azot-oxigen. Superstructura de latice cristalizată și polaritatea legăturii electrostatice surfactante au fost raportate în 1988 și 1987.

## Istoric
În anii 1960, teoria conform căreia cele mai multe cancere sunt cauzate de retrovirusuri din mediu a obținut sprijin clinic și financiar. Drept urmare a lucrărilor laureaților Nobel Howard Temin și David Baltimore, tocmai devenise cunoscut faptul că aproape toate tipurile de cancer aviar erau cauzate de retrovirusuri aviare, dar retrovirusuri corespunzătoare umane nu fuseseră încă găsite.
În 1983, cercetătorii de la Institutul Pasteur din Paris au identificat un retrovirus, acum cunoscut sub numele de Virusul Imunodeficienței Umane (HIV), drept cauză a sindromului imunodeficienței dobândite (SIDA) la om. La scurt timp după aceea, Samuel Broder, Hiroaki Mitsuya și Robert Yarchoan de la National Cancer Institute (NCI) din SUA au inițiat un program de dezvoltare de tratamente pentru HIV/SIDA. Folosind o linie de celule T CD4+ creată de ei înșiși, au dezvoltat un test pentru a măsura capacitatea medicamentelor de a proteja aceste celule de HIV. Cu scopul de a accelera procesul descoperii unui medicament, cercetătorii NCI au căutat în mod activ colaborări cu companiile farmaceutice cu acces la biblioteci de compuși cu activitate antivirală potențială. Acest test putea testa simultan efectul anti-HIV al compusului și toxicitatea sa împotriva celulelor T infectate.
În februarie 1985, cercetătorii NCI au descoperit că AZT avea eficacitate in vitro. Câteva luni mai târziu, un studiu clinic de fază 1 pentru AZT a fost inițiat la NCI și Universitatea Duke. Studiu a fost creat de aceștia folosindu-se experiența lor dintr-un studiu anterior, cu suramină, un alt medicament care demonstrase eficiență anti-HIV în laborator. Acest prim studiu al AZT a dovedit că medicamentul poate fi administrat în siguranță la pacienții cu HIV, că a crescut nivelul de CD4, a restaurat imunitatea celulară T măsurată prin testare cutanată și a dovedit eficacitate clinică înaltă, precum inducerea creșterii în greutate la pacienții cu SIDA. De asemenea, studiul a arătat că nivelurile de AZT care funcționau in vitro puteau fi administrate pacienților prin injecție sau supozitoare și că medicamentul pătrundea adânc doar în creiere infectate.
Un studiu randomizat riguros dublu-orb, controlat placebo pentru AZT a fost efectuat ulterior de către Burroughs-Wellcome și astfel s-a dovedit că AZT prelungește viața persoanelor cu HIV în condiții de siguranță. Burroughs-Wellcome a depus o cerere de brevet pentru AZT în 1985. Comitetul corespunzător din Food and Drug Administration (FDA) a votat zece la unu pentru recomandarea aprobării AZT. Astfel, FDA a aprobat medicamentul (prin intermediul a ceea ce acum se numește Programul de dezvoltare accelerată) pentru utilizarea împotriva HIV, SIDA și ARC (termen acum învechit pentru afecțiunile pre-SIDA) pe 20 martie 1987. Perioada dintre prima demonstrare a eficacității AZT împotriva HIV în laborator și aprobarea acestuia a fost de 25 de luni, cea mai scurtă perioadă de dezvoltare a unui medicament din istoria recentă.
AZT a fost ulterior aprobat în unanimitate pentru sugari și copii în anul 1990. AZT a fost inițial administrat în doze mai mari față de azi, de obicei de 400 mg la fiecare patru ore, zi și noapte. Lipsa de alternative pentru tratarea HIV/SIDA disponibile la acel moment a sprijinit raportul risc/beneficiu, cu deformările inevitabile lente și moartea dureroasă de HIV fiind mai importante decât efectele secundare tranzitorii de anemie și stare de rău.
Brevetele GSK pentru AZT au expirat în 2005, iar în septembrie 2005 FDA a aprobat trei versiuni generice.